# Jeroen Blijlevens

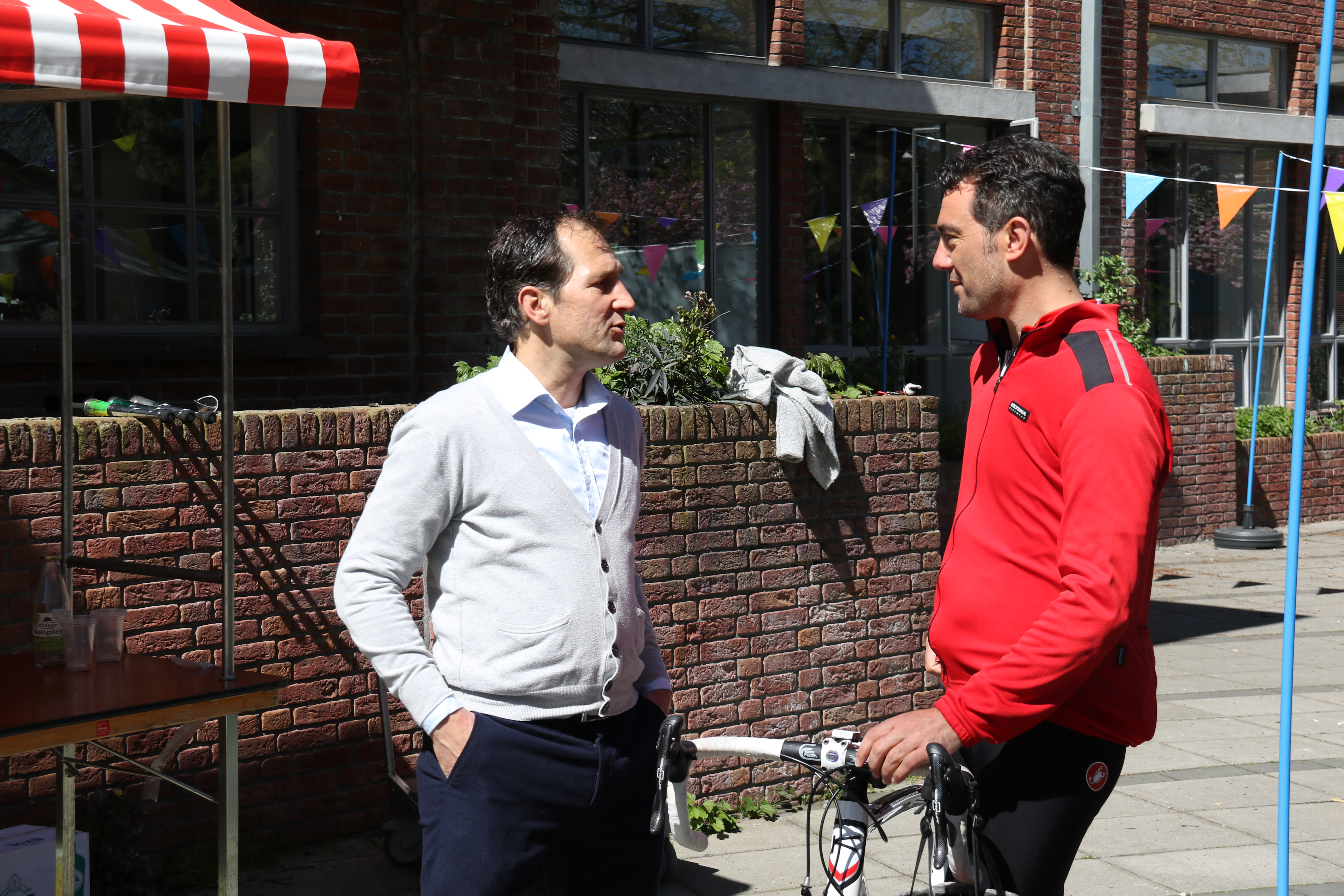
Jeroen Blijlevens bij een wielrenclinic, 2016

Jeroen Johannes Hendrikus Blijlevens (Rijen, 29 december 1971) is een Nederlands oud-profwielrenner die beroepsrenner was van 1994 tot 2004. Zijn bijnaam was Jerommeke, verwijzend naar zijn krachtige sprint. Op 10 juli 2014 bekende hij in een uitzending van Andere Tijden Sport doping (EPO) te hebben gebruikt.

## Biografie
Jeroen Blijlevens wist etappes te winnen in alle drie de grote wielerronden, evenals in de Tour de l'Avenir en de Ronde van Nederland. Ook won hij Veenendaal-Veenendaal. In totaal behaalde Blijlevens 74 overwinningen in zijn profcarrière. In 2000 eindigde hij in de Ronde van Frankrijk op de 124e plaats in het eindklassement; hij werd echter uit het klassement geschrapt wegens ernstig agressief gedrag. Hij had na de aankomst op de Champs Élysées in Parijs de Amerikaanse renner Bobby Julich herhaaldelijk op het hoofd geslagen. Blijlevens was gefrustreerd over het niet behalen van een ritoverwinning in de Ronde van dat jaar en verweet Julich en ook de Zweedse renner Magnus Bäckstedt hem te hebben gehinderd.
Begin 2004 heeft hij zijn actieve wielerloopbaan beëindigd. Met ingang van 2005 keerde hij terug in het wielerpeloton als assistent-ploegleider bij Eurogifts.com. In 2006 reed Jeroen Blijlevens in de Tour de France genodigden rond in een auto van de wielerploeg T-Mobile Team en momenteel is hij actief met zijn bedrijf Jeroen Blijlevens Sport-Promotion. Daarnaast deed hij in 2007 mee met de SBS6-wedstrijd Sterren dansen op het ijs. Zijn schaatspartner was de Britse Lindsey Woolstencroft. Voor SBS verzorgde hij in 2008 en 2009 cocommentaar bij de liveregistraties van Nederlandse profkoersen als Veenendaal-Veenendaal en de Ronde van het Groene Hart. Ook werkte hij als commentator samen met Danny Nelissen voor Eurosport.
In het verleden werkte Blijlevens als ploegleider bij de vrouwenwielerploeg van de Rabobank van Marianne Vos. Eind 2012 werd bekend dat Blijlevens aangesteld zou worden als ploegleider bij Rabobank. De Rabobank-ploeg was inmiddels verdergegaan onder de naam Belkin Pro Cycling.
Op 25 juli 2013 werd bekend dat Blijlevens door een Franse Senaatscommissie werd genoemd als een van de vele renners die bij de Ronde van Frankrijk in 1998 positief zouden hebben getest. Op 26 juli 2013 werd hij ontslagen door Belkin. Op 10 juli 2014 bekende hij in een uitzending van Andere Tijden Sport doping (EPO) te hebben gebruikt. Sindsdien is hij werkzaam als importeur van Italiaanse wielerkledij.

## Belangrijkste overwinningen
1994
- 5e etappe Hofbrau Cup, Stuttgart
- 1e etappe Vierdaagse van Duinkerken

1995
- 6e etappe Ronde van Zweden
- 1e etappe Ronde van Nederland
- 5e etappe Tour de France
- 1e etappe Ruta del Sol
- 1e etappe Ronde van Murcia
- 4e etappe Ronde van Murcia
- 10e etappe Ronde van Spanje

1996
- 5e etappe Ronde van Frankrijk
- 5e etappe Ronde van Spanje
- Profronde Heerlen

1997
- 2e etappe Driedaagse van De Panne
- Veenendaal-Veenendaal
- 6e etappe Ronde van Frankrijk

1998
- 1e etappe Deel B Ronde van Zweden
- 3e etappe Ronde van Zweden
- 5e etappe Ronde van Zweden
- 4e etappe Ronde van Frankrijk
- 2e etappe Ronde van Spanje
- 5e etappe Ronde van Spanje
- 1e etappe Ronde van Nederland
- 2e etappe Ronde van Nederland
- 1e etappe Ronde van Murcia
- 2e etappe Driedaagse van De Panne

1999
- GP de Denain
- 1e etappe Ronde van Nederland
- 4e etappe Ronde van Nederland
- Nokere Koerse
- Scheldeprijs
- 3e etappe Deel A Ronde van Romandië
- Dwars door Gendringen
- 21e etappe Ronde van Spanje
- 3e etappe Ronde van Italië
- 7e etappe Ronde van Italië

2000
- 1e etappe Driedaagse van De Panne

2003
- Sint-Elooisprijs

## Resultaten in voornaamste wedstrijden
| Jaar | Ronde van Italië | Ronde van Frankrijk | Ronde van Spanje |
| ---- | ---------------- | ------------------- | ---------------- |
| 1994 |                  |                     |                  |
| 1995 |                  | opgave (1)          | opgave (1)       |
| 1996 |                  | 128e (1)            | 100e (1)         |
| 1997 |                  | 126e (1)            |                  |
| 1998 | buiten tijd      | opgave (1)          | opgave (2)       |
| 1999 | opgave (2)       |                     | 114e (1)         |
| 2000 | 98e              | geschrapt           |                  |
| 2001 | 99e              | uitgesloten         |                  |
| 2002 |                  |                     | opgave           |
| 2003 |                  |                     |                  |
| 2004 |                  |                     |                  |

| Jaar | Gent-Wevelgem | Ronde van Vlaanderen | Parijs-Roubaix | Amstel Gold Race | Rund um den Henninger-Turm | Parijs-Tours |  | WK op de weg |
| ---- | ------------- | -------------------- | -------------- | ---------------- | -------------------------- | ------------ |  | ------------ |
| 1994 |               |                      |                |                  |                            | 102e         |  |              |
| 1995 |               |                      | 81e            |                  |                            |              |  |              |
| 1996 | 13e           |                      |                |                  |                            |              |  |              |
| 1997 |               |                      |                |                  |                            |              |  |              |
| 1998 | 9e            |                      |                |                  |                            |              |  |              |
| 1999 | 121e          |                      |                |                  |                            |              |  | opgave       |
| 2000 |               |                      |                | 87e              |                            |              |  |              |
| 2001 | 61e           |                      | opgave         | opgave           | 5e                         |              |  |              |
| 2002 |               |                      |                |                  |                            |              |  |              |
| 2003 |               | opgave               |                |                  |                            |              |  |              |
| 2004 |               |                      | opgave         |                  |                            |              |  |              |